# Famille de Buisson de Bournazel
Pour les articles homonymes, voir Familles de Buisson et Bournazel.
La famille de Buisson de Bournazel est une ancienne famille noble française établie en Rouergue, éteinte au XIXe siècle.
Elle a compté parmi ses membres des officiers, des gentilshommes de la chambre du roi, des sénéchaux et gouverneurs du Rouergue, des députés du Rouergue pour différents États-généraux.

## Histoire
Hippolyte de Barrau écrit que la famille de Buisson de Bournazel serait originaire du bourg d'Aubin, en Rouergue, où elle apparaît au XVe siècle.
Gustave Chaix d'Est-Ange écrit que cette famille trouve son origine noble dans le capitoulat de la ville de Toulouse qu'elle exerça à plusieurs reprises au cours des XVe siècle et XVIe siècle et le point de jonction entre les Buisson du Rouergue et ceux du Languedoc n'est pas établi de manière certaine. La généalogie prouvée commence avec :
- Hugues Boisson, capitoul de Toulouse en 1444 et 1448  (quartier de La Daurade), de parents inconnus, aïeul des Buisson de Bournazel.
- Hugues de Buisson, probablement son fils, élu à cinq reprises au capitoulat de Toulouse (où il représente le quartier de la Daurade) à compter de 1468.

Chaix d'Est-Ange écrit également que d'Hozier remonte la noblesse de cette famille au capitoulat de Toulouse en 1570.
Hippolyte de Barrau retient l'hypothèse que l'on trouve pour la première fois chez La Chesnaye-Desbois selon laquelle une même famille se serait séparée dès 1447 en plusieurs branches en Rouergue et en Languedoc sans qu'on ait pu en retrouver des traces dans des actes :
- En Rouergue :
  - de Buisson de Mirabel devenus de Buisson, marquis de Bournazel (marquisat en 1624)
- En Languedoc :
  - Boisson, puis du Buisson de Beauteville, en Languedoc, à Toulouse
  - de Buisson, marquis d'Aussonne (marquisat en 1676), en Languedoc, à Toulouse

## Personnalités
- Jean de Buisson de Bournazel, chevalier de l'ordre de Saint-Michel à l'issue de la bataille de Cérizoles en 1544, capitaine de 50 hommes d'armes des ordonnances du roi
- Antoine de Buisson de Bournazel, chevalier de l'ordre de Saint-Michel en 1570, gentilhomme de la chambre du roi, capitaine de 50 hommes d'armes des ordonnances du roi, commandant en Rouergue en 1578, sénéchal en 1586, député du Rouergue aux États-généraux de Blois en 1588
- François de Buisson de Bournazel, capitaine de 50 hommes d'armes des ordonnances du roi, gentilhomme de la chambre du roi, député du Rouergue aux États-généraux de 1614. La châtellenie de Bournazel a été érigée en marquisat en sa faveur par lettres patentes de 1624, enregistrées par le parlement de Toulouse[3].
- François de Buisson de Bournazel, conseiller et premier chambellan de Gaston, duc d'Orléans, frère du roi
- Jean de Buisson de Bournazel, sénéchal et gouverneur du Rouergue, premier chambellan du roi
- François de Buisson de Bournazel, maréchal de camp en 1648, nommé en 1656 sénéchal et gouverneur du Rouergue, capitaine de 50 hommes d'armes des ordonnances du roi
- Jean I de Buisson de Bournazel, nommé en 1677 sénéchal du Rouergue
- Jean II de Buisson de Bournazel, frère cadet du suivant, membre pour la noblesse de l'administration de la Haute-Guyenne en 1784, député pour la sénéchaussée de Villefranche-de-Rouergue aux États généraux de 1789. Il s'est marié deux fois: en 1760 avec Catherine de Riquet, fille d'Alexandre, baron de Montrepos, procureur général au parlement de Toulouse, et de Charlotte de Maupeou ; en 1781 avec Agathe de Comminges, mais il n'a pas eu d'enfants.
- Claude de Buisson de Bournazel, fils aîné d'un autre Claude qui était le seigneur le plus riche du Rouergue à l'époque de la Révolution française[4] (+ Villefranche-de-Rouergue en 1792). De son mariage en 1765 avec Marie François-Xavier de Corneillan, il a eu une fille et trois fils :
  - Pierre Charles Augustin Xavier de Buisson de Bournazel (1768), page de la grande écurie du roi, chevalier de Saint-Louis, il émigre avec l'armée de Condé durant la Révolution française, et il est mort à Toulouse en 1843. Marié en 1817 à Paris avec Adélaïde Phocas de Nanteuil, dont un fils mort jeune, il est le dernier marquis de Bournazel.
  - Claude-Xavier de Buisson de Bournazel (1770), page de la grande écurie du roi, puis chevalier de l'ordre de la Légion d'honneur;
  - Jean-Alphonse-Xavier de Buisson de Bournazel (1772), page de la grande écurie du roi, marié en 1813 à Rodez avec Rose Guiribaldy, il n'a eu qu'une fille :
    - Charlotte Clotilde de Buisson de Bournazel (1815 - 1879), mariée en 1839 avec Henri du Buisson d'Aussonne (1810 - 1887), lui aussi héritier de sa maison. Ils vivaient à Toulouse et ne semblent pas avoir eu d'enfants.

## Alliances
Les principales alliances de la famille de Buisson de Bournazel sont : de Mancip (1519), de La Valette-Parisot (155x), de Roquefeuil (1556 et 1618), de Bernuy (1558), de Morlhon (1592), de Toucheboeuf-Beaumond (1608), de Montesquiou (161x), de Saunhac (1623), de Peyronnenc de Saint-Chamarand (1641 et 1766), de Cassagnes de Beaufort de Miramon (1649), de Loubens (1699), de Durfort (1703), de Mostuéjouls (1719), de Riquet (1760), de Corneillan (1765), de Comminges (1781).

## Armes, blasons, devises
- Buisson de Bournazel (Henri de), chevalier de Saint-Jean : "Coupé, en chef d'argent, au lion issant, lampassé de sable; en pointe d'or, au buisson de sinople, terrassé de même."[5]

- Buisson de Bournazel  (de) : D'or, au buisson de sinople, le chef cousu d'argent chargé d'un lion de sable, lampassé de gueules, issant du buisson[2],[6].

- Timbre : couronne de marquis[2].

- Support : deux lions.{[2]

- Devise : Semper Virens[2]